# أبو منصور محمد (قائد)
أبو منصور محمد بن عبد الرزاق بن عبد الله بن فروخ، والمعروف أيضًا باسم أبو منصور محمد وابن عبد الرزاق، كان أرستقراطيًا إيرانيًا خدم السامانيين طوال معظم حياته المهنية، وشغل لفترة وجيزة منصب حاكم أذربيجان في عهد البويهيين.

## سيرته

إيران في منتصف القرن العاشر

### الخدمة المبكرة في عهد السامانيين والتمرد
كان أبو منصور، ابنًا لعبد الرزاق، وكان له أخ اسمه رافع. وكان أيضًا قريبًا للضابط الساماني أميرك الطوسي وينتمي إلى عائلة دهقان من طوس، الذين ادعوا أنهم ينحدرون من الأصبهبهذ ("قائد الجيش") الذي خدم الملك الساساني كسرى الثاني. وتزعم العائلة أيضًا أنها تنحدر من سلالة بيشدادبان [الإنجليزية] الأسطورية.
في عام 939، تولى الحاكم الساماني نصر الثاني (حكم. 914-943) بعد أن عيّنه المحتاجي أبو علي الشاغاني أميرًا على خراسان . واختير أبو منصور لحكم طوس نيابةً عن أبي علي، واستمر في ذلك حتى عام 945، حين انضم مع أخيه رافع إلى تمرد أبي علي ضد خليفة نصر، نوح بن علي (حكم 943–954 ). بينما كان أبو علي في حملات ضد السامانيين، عُيِّن أبو منصور قائدًا (أسفهسلار) له في خراسان.
سقطت بخارى في يد قوات أبي علي، وتم تتويج عم نوح إبراهيم بن أحمد حاكمًا جديداً للدولة السامانية. ومع ذلك، في عام 947، تمكن نوح من استعادة بخارى وإعماء إبراهيم. ولكنه لم يتمكن من الفوز في معركة حاسمة على أبي علي، الذي كان قد حصل على دعم أتباع سامانيين آخرين، مثل حكام ختال، وعقد السلام معه بدلًا من ذلك.

### الخدمة في ظل البويهيين

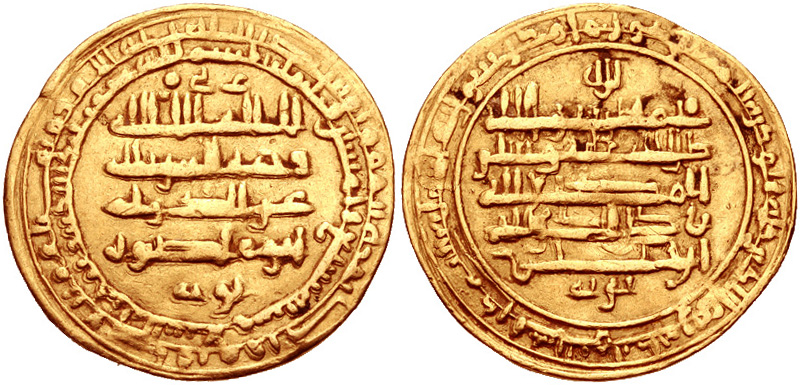
عملة ركن الدولة.

وفي هذه الأثناء هرب أبو منصور إلى مدينة الري البويهية، حيث لجأ إليها. وقد أكرمه الحاكم البويهي ركن الدولة، وكافأه هو وإخوته عماد الدولة ومعز الدولة بثروات عظيمة. ثم أرسله إلى دامغان لحماية الري من غزو السامانيين.
في عام 948/949، أثناء المفاوضات بين سفراء معز الدولة وحاكم السلارين المرزبان بن محمد [الإنجليزية]، تعرض مرزبان لإهانة شديدة، وغضب بشدة. سعى مرزبان للانتقام من الإهانة بالسير نحو الري. إلا أن ركن الدولة نجح في خداع المرزبان وإبطائه بالوسائل الدبلوماسية، بينما كان يعد جيشًا لمهاجمة المرزبان. ثم أرسل ركن الدولة جيشًا بقيادة أبي منصور إلى قزوين، حيث تمكن من هزيمة المرزبان وأسره، فسجنه ركن الدولة.
في عام 949، أُرسل أبو منصور في رحلة استكشافية لغزو أذربيجان من السلاريين. أرسل شقيق مرزبان والحاكم السلاري للديلم، وحسودان بن محمد [الإنجليزية]، جيشًا بقيادة الجنرال الكردي ديسم، لكن الأخير اضطر إلى التراجع إلى أران. ثم خانه وزير ديسم ابن محمود وانضم إلى أبي منصور الذي نجح في فتح أذربيجان. ثم عيّن أبو منصور ابن محمود وزيرًا له. ولكن أحد أمناء أبي منصور، الذي ساعده كثيراً أثناء غزوه أذربيجان، شعر بالإهانة لاختياره ابن محمود وزيرًا له بدلًا منه، فجمع جيشًا وانضم إلى ديسم. وفي هذه الأثناء، غادر أبو منصور المنطقة، فلم يكن مرتاحًا في أذربيجان، وكان معه ابن محمود، فعاد إلى الري.

### الخدمة اللاحقة في عهد السامانيين والوفاة

خريطة خراسان وبلاد ما وراء النهر وطخارستان

في عام 950/951، عاد أبو منصور إلى موطنه خراسان، حيث عفا عنه نوح الثاني، وأعاد تعيينه واليًا على طوس. وفي عام 953م، لعب أبو منصور دورًا بارزًا في معاهدة السلام بين نوح الثاني وركن الدولة. أراد بعد ذلك أن ينشئ شاهنامه ("كتاب الملوك")، وأمر وزيره الجديد أبو منصور المعمري بدعوة عدد من العلماء لكتابة الكتاب. كتبوا نسخة فارسية جديدة من كتاب الخواداي ناماج في عام 957، وقاموا بتوسيعها بمصادر أخرى. وقد أصبح الكتاب معروفًا باسم شاهنامة أبو منصوري ("كتاب ملوك أبي منصور")، وكان فيما بعد المصدر الرئيس للشاهنامة التي كتبها الشاعر الإيراني الشهير وصديق أبي منصور، الفردوسي. لم يتبق اليوم إلا مقدمة لشاهنامة أبي منصوري.
توفي نوح الثاني عام 954، وخلفه ابنه عبد الملك الأول. في هذه الأثناء، بدأ الضباط الأتراك في زيادة قوتهم ونفوذهم، مما أدى إلى تنامي عدم الاستقرار في الدولة السامانية. عُين أبو منصور واليًا خراسان. ومع ذلك، اُستُبدل في وقت لاحق بالقائد التركي ألب تكين، فعاد إلى طوس.
توفي عبد الملك لاحقًا في حادث عام 961، مما أدى إلى أزمة في من سيخلفه. أراد الفصيل الذي قاده ألب تكين ومحمد أبي علي بلعمي أن يكون ابن عبد الملك الصغير نصر حاكمًا جديدًا للسامانيين، في حين أراد الفصيل الذي قاده الجنرال التركي فائق وعدد من رجال الدولة الإيرانيين البارزين شقيق الأخير منصور الأول حاكمًا جديدًا للسامانيين.
وفي نهاية المطاف نجح فائق في الخروج منتصرًا، وتُوج منصور الأول حاكمًا على السامانيين. أدى هذا إلى تمرد ألب تكين ضد منصور الأول. فعُين أبو منصور قائدًا في خراسان من منصور الأول وأمره بهزيمة ألب تكين المتمرد. ولكن أبا منصور لم يتمكن من تحقيق ذلك، وتمكن ألب تكين من الفرار إلى بلخ. فأبى أبو منصور أن يغضب مولاه، فغير ولائه إلى ركن الدولة.
قُتل أبو منصور أثناء معركة ضد القائد المعين حديثًا في خراسان، أبو الحسن محمد السمجوري. وقد ترك أبو منصور خلفه ابنيه عبد الله الطوسي ومنصور الطوسي.